# یواس‌اس اریدد (ای‌کی-۷۳)

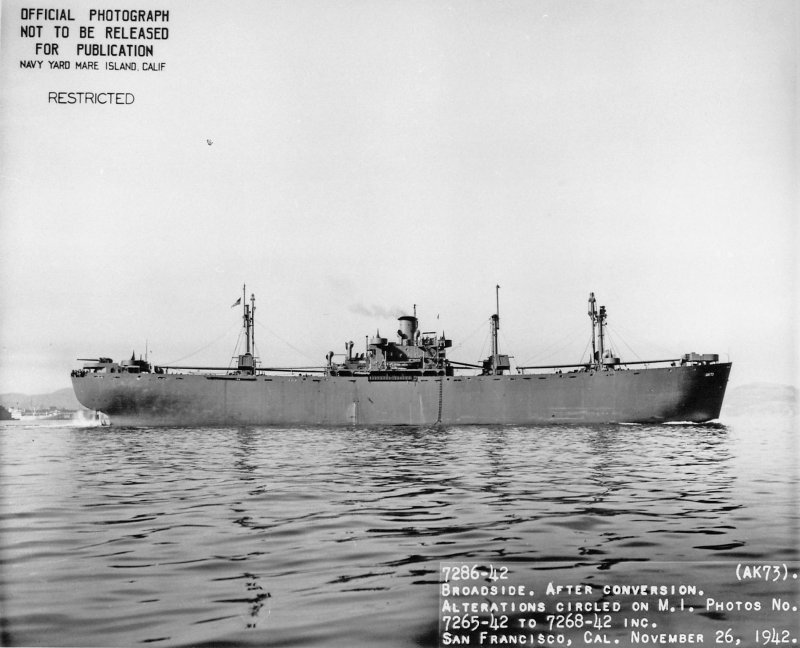

یواس‌اس اریدد (ای‌کی-۷۳) (به انگلیسی: USS Arided (AK-73)) یک کشتی بود که طول آن ۴۴۱ فوت ۶ اینچ (۱۳۴٫۵۷ متر) بود. این کشتی در سال ۱۹۴۲ ساخته شد.